# Plecia pertinens
Plecia pertinens är en tvåvingeart som beskrevs av Hardy 1942. Plecia pertinens ingår i släktet Plecia och familjen hårmyggor. Inga underarter finns listade i Catalogue of Life.